# Souad al-Sabah
Souad Muhammad al-Sabah, född den 22 maj 1942, är en kuwaitisk poet, medlem av landets furstefamilj.
al-Sabah gick på Kairo universitet, där hon tog examen i ekonomi 1973. Hon skrev 1981 sin doktorsavhandling i ekonomi vid University of Surrey i Guildford i Storbritannien. Därefter återvände hon till Kuwait, där hon grundade förlaget Dar Souad al-Sabah. Hon har även instiftat ett litteraturpris i sitt namn.
Hon har skrivit ett tiotal diktsamlingar på arabiska, och är mycket läst i arabvärlden; somliga av hennes dikter har tonsatts och sjungs i stora delar av den arabiskspråkiga världen. Hon har översatts till bland annat engelska och svenska samt till kinesiska. På svenska finns samlingen I begynnelsen var kvinnan (2006, Alhambra förlag). Utöver sitt skönlitterära författarskap har hon skrivit hundratals ekonomiska och politiska texter för olika tidskrifter och tidningar, samt de facklitterära verken Development Planning in an Oil Economy and the Role of the Woman (1983) och Kuwait: Anatomy of a Crisis Economy (1984).

### Webbkällor
- ”I begynnelsen var kvinnan av Souad Al-Sabah”. Alhambra förlag. http://www.alhambra.se/bocker/al-sabah_begynnelsen.htm. Läst 18 april 2011.
- ”Suad al Sabah”. The English PEN World Atlas. http://penatlas.org/online/index.php?option=com_content&task=view&id=297&Itemid=16. Läst 18 april 2011.[död länk]

1. ↑  läs online, www.actionkuwait.com .[källa från Wikidata]